# Motor Mania
Motor Mania é um cartoon em inglês produzido pela Walt Disney Productions e lançado em 30 de junho de 1950 nos Estados Unidos. Nesta animação, o Pateta se transforma com uma personalidade do tipo de Mr. Hyde e passa a ser exemplo de como não se deve dirigir.
A animação mostra "Mr. Walker", que é cidadão simpático, atencioso e "correto", se transformando, sempre que entra em seu carro, em "Mr. Wheeler", que é um indivíduo grosso que desrespeita diversas normas de trânsito.
Foi o primeiro cartoon a ter o Pateta redesenhado, com as orelhas e os dentes modificados. Este cartoon foi utilizado como base para propaganda de conscrição do exército em 1955.
Este cartoon foi usado no julgamento do motorista do carro que atopelou a ciclista Marina Harkot, em novembro de 2020.